# Everybody Needs Somebody to Love
Everybody Needs Somebody to Love — песня, написанная Бертом Расселом Бернсом, Соломоном Берком и Джерри Векслером.

## История
Песня написана Бертом Бернсом и впервые записана американским певцом Соломоном Берком 28 мая 1964 года. Берк впоследствии утверждал, что он был единственным автором песни, и что он никогда не получал гонорар за неё.
Джерри Векслер утверждал в 2002 году: 

Я написал ему [Соломону] длинное письмо с напоминанием, как мы писали песню вместе, и что он всегда получал свою долю гонорара. Я знаю это, потому что я получаю чеки за роялти... Мы написали это в квартире Берта. У Берта была гитара, но мы её написали все вместе.
В 2004 году журнал Rolling Stone поместил песню «Everybody Needs Somebody to Love» в исполнении Соломона Бёрка на 429 место своего списка «500 величайших песен всех времён». В списке 2011 года песня находится на 436 месте.
Кроме того, песня «Everybody Needs Somebody to Love» в исполнении Соломона Бёрка входит в составленный Залом славы рок-н-ролла список 500 Songs That Shaped Rock and Roll.

## Кавер-версии
- «Everybody Needs Somebody to Love»  была выпущена The Rolling Stones для их альбома 1965 года The Rolling Stones No. 2 в январе 1965 года.
- Дасти Спрингфилд исполнила песню в 1967 году в своем телешоу The Dusty Springfield Show .
- Песня была использована в фильме 1980 года «Братья Блюз».